# Ruben I. Kilikijski
Ruben I. (armensko Ռուբեն Ա, latinizirano: Ruben I.) ali Rupen I. je bil prvi gospod Armenske Kilikije, ki je vladal od okoli leta 1080 do svoje smrti, * 1025/1035, † 1095.

## Poreklo in zgodnja leta
Rubenidi so bili stranska veja armenskih Bagratidov.

## Smrt
Ob smrti je bil star 70 (ali 60) let. Pokopan je bil v samostanu Kastalon.

## Družina
Ime Rubenove žene ni znano. Njegova zabeležena sinova sta bila 
- Konstantin I.  (1035/1055 – 24. februar 1102/23. februar 1103) in
- Toros Maraški, ki je bil verjetno brat Konstantina I.